# Óscar Trejo
Óscar Guido Trejo (Santiago del Estero, 26 april 1988) is een Argentijns voetballer die bij voorkeur als offensieve middenvelder speelt. Hij verruilde in 2017 Toulouse voor Rayo Vallecano.

## Clubcarrière
Trejo scoorde in zijn enige wedstrijd voor CA Boca Juniors tegen Club Almagro. Op 31 januari 2007 werd hij voor 2,5 miljoen euro verkocht aan het Spaanse RCD Mallorca. Op 8 april 2007 debuteerde hij voor Mallorca in de Primera División met een doelpunt tegen Getafe CF. Tijdens het seizoen 2009/10 werd hij uitgeleend aan Elche CF, dat toen in de Segunda División uitkwam. Het seizoen erop werd hij uitgeleend aan Rayo Vallecano, dat ook in de Segunda División uitkwam. In 2011 werd hij voor 1 miljoen euro verkocht aan Sporting Gijón, waar hij in twee seizoenen negen doelpunten scoorde in 71 competitieduels. Op 19 juli 2013 werd hij voor 2,1 miljoen euro verkocht aan het Franse Toulouse. Trejo tekende een vierjarig contract bij de Zuid-Franse club. In 2017 keerde hij terug bij Vallecano.
1 Cárdenas ·
2 Rațiu ·
3 Chavarría ·
4 Díaz ·
5 Aridane ·
6 Ciss ·
7 Isi ·
8 Trejo  ·
9 De Tomás ·
10 James ·
11 Nteka ·
12 Guardiola ·
13 Batalla ·
14 Camello ·
15 Gumbau ·
16 Mumin ·
17 U. López ·
18 Á. García ·
19 de Frutos ·
20 Balliu ·
21 Embarba ·
22 Espino ·
23 Valentín ·
24 Lejeune ·
25 Montiel ·
27 Pelayo ·
29 Méndez ·
Coach: Pérez
· Assistent-coach: Adrián